# Lene Rantala
Lene Rantala (10 agosto 1968) è un'ex pallamanista danese.

## Palmarès

### Olimpiadi
- 2 medaglie:
  - 2 ori (Atlanta 1996; Sydney 2000)

### Mondiali
- 3 medaglie:
  - 1 oro (Germania 1997)
  - 1 argento (Norvegia 1993)
  - 1 bronzo (Austria/Ungheria 1995)

### Europei
- 4 medaglie:
  - 3 ori (Germania 1994; Danimarca 1996; Danimarca 2002)
  - 1 argento (Paesi Bassi 1998)